# 日出島
座標: 北緯39度40分12秒 東経141度59分15秒 / 北緯39.67000度 東経141.98750度

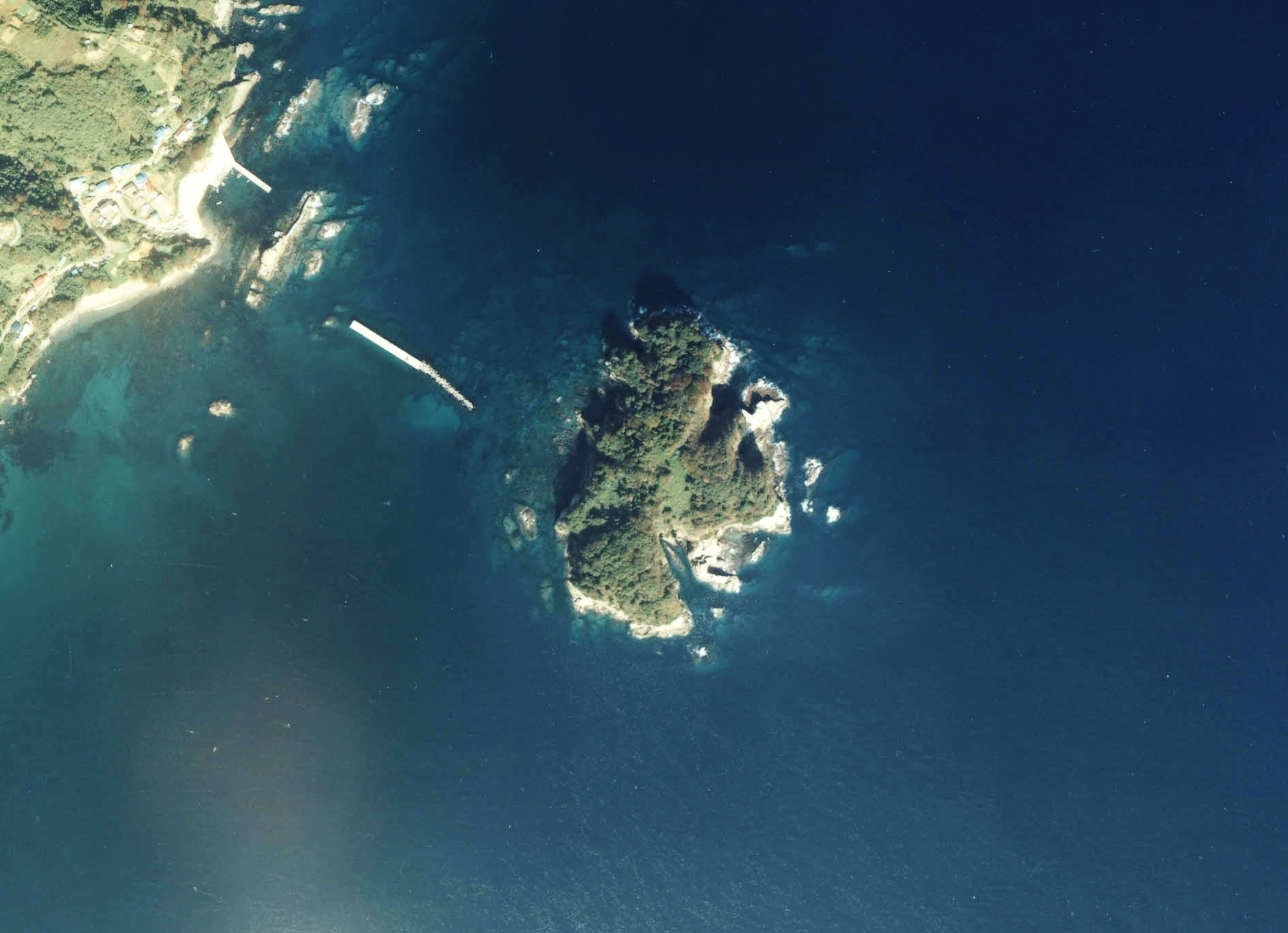
日出島付近の空中写真。1977年撮影。
。

日出島（ひでしま、ひでじま）は、岩手県宮古市に存在する島であり、同市の中で最大の島である。

## 概要
日出島漁港の沖約600 mの太平洋上にあり、海抜50 m、周囲約1.8 km、面積約12,395 m2の無人島で、その形から別名を「軍艦島」といい、1869年の宮古湾海戦にて旧幕府軍が当島を軍艦と誤認し砲撃したという言い伝えがある。周囲は約30～40mの絶壁である。
クロコシジロウミツバメの日本最大の繁殖地であり、最北の繁殖地である。日出島はアカマツ、スギ、モミなどが点在するほかは落葉広樹林に覆われており、その林床でクロコシジロウミツバメが営巣する。1935年（昭和10年）12月24日に国の天然記念物「日出島クロコシジロウミツバメ繁殖地」に、1982年（昭和57年）11月1日に国指定日出島鳥獣保護区（集団繁殖地）に指定されている（面積8 ha、全域が特別保護地区であるため、上陸禁止）。また、日出島の地層は白亜紀のもので、ここで初めて発見された種は60種存在する。
浄土ヶ浜島めぐり観光船「陸中丸」で、島の周辺を遊覧することが出来る。

## 所在地
| 〒027-0096                       |
| 住所：岩手県宮古市崎鍬ケ崎日出島 |